# Marie af Sachsen-Weimar-Eisenach
Marie af Sachsen-Weimar-Eisenach (Maria Luise Alexandrina) (født 3. februar 1808 i Weimar, død 18. januar 1877 i Berlin) blev prinsesse af Preussen ved sit giftermål i 1827 med Prins Karl af Preussen.
Ægteparret fik tre børn: Frederik Karl af Preussen (1828-1885), Marie Louise af Preussen (1829-1901) og Anna af Preussen (1836-1918).
Frederik Karl var morfar til Kronprinsesse Margareta af Sverige og oldefar til Dronning Ingrid.